# Jean-Gonthier II de Schwarzbourg-Sondershausen
Jean-Gonthier II de Schwarzbourg-Sondershausen (* 3 mai 1577 à Sondershausen; † 16 décembre 1631 au même lieu) règne entre 1599 et 1631 comme comte de Schwarzbourg-Sondershausen.

## Biographie
Le comte Jean-Gonthier II est le fils du comte Jean-Gonthier Ier de Schwarzbourg-Sondershausen (1532-1586) et de son épouse la comtesse Anne (1539-1579), fille du comte Antoine Ier d'Oldenbourg.
À la mort de son père, en 1586, il est, comme ses frères, encore mineurs, sous la tutelle de ses oncles Jean VII d'Oldenbourg (1540-1603) et Antoine II d'Oldenbourg-Delmenhorst (1550-1619). À partir de 1593, Johann-Gonthier II, règne conjointement avec ses frères Gonthier XLII de Schwarzbourg-Sondershausen, Antoine-Henri de Schwarzbourg-Sondershausen et Christian-Gonthier de Schwarzbourg-Sondershausen.
Jean-Gonthier II meurt en 1631, il est resté célibataire et sans descendance.